# Rudolf Slawitschek
Rudolf Slawitschek, původním příjmením Slavíček (6. prosince 1880 Praha-Malá Strana – květen 1945 Praha), byl pražský německý spisovatel. Jeho nejvýznamnějším románem je historický fantastický příběh Pražský dobrodruh, podivuhodná historie Hanuše Adama Löwenmachta (v německém originálu Hans Adam Löwenmacht, phantastischer Roman aus der Barockzeit), který poprvé vyšel v roce 1939. V češtině je jeho nejúspěšnějším dílem pohádkový příběh Anastázius Kočkorád, velký kouzelník (německy Anastasius Katzenschlucker, der große Zauberer) který vyšel česky v letech 1942, 1943 a 1970 s ilustracemi Jiřího Trnky.

## Životopis

### Mládí a studia
Narodil se v rodině ingrosisty (úředník, který převáděl práce koncipistů na čistopisy) Václava (Wenzela) Slavíčka (1852–1912) a matky Alžběty, rozené Kollerové (1853–??). Sestra Adéla (1879–1879) zemřela před dosažením jednoho roku. Během univerzitních studií byl členem buršáckého spolku Saxonia. Vystudoval práva (získal titul JUDr.).

### Rodinný život
Dne 29. dubna 1911 se v Českém Krumlově oženil s Margaretou Marií Müllerovu (1892–1919). Manželům Slavíčkovým se narodila 15. ledna 1912 dcera Margarethe (Grete, 1936 provdaná Bittnerová).
V roce 1916 utrpěl Rudolf Slawitschek vážný úraz při pádu pod vůz tramvaje. Český tisk informoval o tom, že mu bylo rozdrceno chodidlo a muselo být v nemocnici odstraněno. Slawitschek dostal protézu, která nahrazovala i kolenní kloub a pohyboval se nadále jen o berlích.
První manželka Margareta Slavíčková, matka dcery Grety, zemřela na španělskou chřipku v roce 1919. Dne 6. listopadu 1923 se v Českých Budějovicích Rudolf Slawitschek znovu oženil s vdovou Margarethou Neubauerovou, rozenou Krebsovou (1885-??). Ta s ním dožila až do jejich rozloučení v květnu 1945.

### Kariéra úředníka
V roce 1914 se stal docentem na nově zřízené německé akademii (vyšší škole) pro samosprávu v Děčíně. V té době již byl docentem státního a samosprávného práva na akademii v Děčíně-Libverdě.
Občanským povoláním byl úředníkem císařské politické správy při Zemském úřadě v Praze. Postupně byl místotajemníkem, zemským tajemníkem a jeho kariéra vyvrcholila titulem vrchního rady. Ve státní službě setrval i po vzniku Československa. V roce 1925 byl do své funkce definitivně jmenován.

### Spisovatelská dráha
V roce 1927 vydal svou první knihu s uměleckými ambicemi. Jednalo se o román Der blaue Herrgott (česky vyšlo až 2018 pod názvem Modrý Pánbůh). Od poloviny třicátých let se věnoval jen literatuře.

### Pravopis příjmení
Podle úředního zápisu v matrice narozených byl pravopis Slavíček v roce 1941 upraven na německou verzi Slawitschek, platnou i pro příjmení otce a děda, ale v matrikách narozených i oddaných je uváděna česká verze příjmení. Pod příjmením Slawitschek však zveřejnil již své odborné práce v němčině z počátku 20. století. Stejně tak se pravopis jeho příjmení zpravidla lišil, šlo-li o zprávu v tisku českém či německém.

### Závěr života
V dubnu 1945 opustila dcera Grete Prahu, Slawitschek zůstal. V květnu 1945 byl jako Němec zavražděn, místo a přesné datum nejsou známy (podle jedné verze ve svém bytě, podle dalších na cestě z bytu či Revolučními gardami na strahovském Masarykově státním stadionu). Jeho žena, která byla umístěna ve sběrném pracovním táboře ve východních Čechách, ho dala k 31. prosinci 1945 prohlásit za mrtvého.

## Dílo
- Romány a samostatná vydání próz:
  - Der blaue Herrgott, Oberplan, Verein Böhmerwaldmuseum 1927 (česky jako Modrý Pánbůh, Jihočeská vědecká knihovna, 2018).
  - Hans Adam Löwenmacht. Ein phantastischer Roman aus der Barockzeit, Brünn, Rudolf M. Rohrer Verlag 1939 (česky jako Pražský dobrodruh).
  - Liebe zwischen Traum und Tod, Prag, Noebe & Co. Verlag 1942.

- Sbírky povídek:
  - Anastasius Katzenschlucker, der große Zauberer. Ein fröhliches Märchenbuch., Prag, Deutscher Kulturverband 1928 (česky jako Anastazius Kočkorád, velký kouzelník).
  - Das große Buch und andere Geschichten, Braunau, Ostböhmische Druckerei und Verlagsanstalt 1935.
  - Von Zwergen und Zauberern, Prinzessinnen, Hexen und klugen Tieren, Winterberg, Steinbrener Verlag 1935.
  - https://www.kosmas.cz/knihy/289697/anastasius-katzenschlucker-der-gro-e-zauberer/

- Účast v antologiích:
  - Die Stadt am Strom. Dichter erzählen von Prag und seiner Geschichte. Bayreuth, Gauverlag Bayerisch Ostmark 1941.
  - Die wundersame Stadt. Prager Geschichten., Prag, Verlag A. Haase 1942.

- Odborné práce:
  - Beiträge zur öffentlich-rechtlichen Begriffskonstruktion, Berlin/Leipzig, W. Rotschild Verlag 1910.
  - Die Frage des Sprachengebrauchs bei den autonomen Behörden in Böhmen, Prag, J. G. Calve Verlag 1910.

Die Frage des Sprachengebrauchs bei den autonomen Behoerden in Boehmen, Prag 1910, 51 Seiten und 1 mehrfach gefaltete Sprachenkarte von Boehmen, erneut herausgegeben von Wolfgang Witiko Marko, D 54292 TRIER/DEUTSCHLAND, BÖHMISCHE DÖRFER VERLAG
- - Die Selbstverwaltung in Böhmen, Aussig, Kommisssionsverlag Ad. Beckers Buchhandlung (E. Miksch) 1913.
  - Die Grundlagen der neuen Zeit, Prag, Deutscher Verein zur Verbreitung gemeinnütziger Kenntnisse 1917.
  - Die Selbstverwaltung nach dem Kriege, Warnsdorf, E. Strache Verlag 1918.
  - Der Werdegang der österreichischen Verfassung. I. Teil: Vom Beginn des Verfassungslebens bis zum Silvesterpatent (1851)., Leipzig, Schulwissenschaftlicher Verlag A. Haase 1918.
  - Der Werdegang der österreichischen Verfassung. II. Teil: 1851-1867., Leipzig, Schulwissenschaftlicher Verlag A. Haase 1920.
  - Die staatlichen Einrichtungen der Tschecho-slowakischen Republik, Prag, Deutscher Verein zur Verbreitung gemeinnütziger Kenntnisse 1922.

## Česká vydání
- Pražský dobrodruh, Josef R. Vilímek, Praha 1942, přeložila Miroslava Möcklová, druhé vydání roku 1943 bylo již zasaženo jazykovými nařízeními okupační správy (například zákaz překladu názvů německých měst do češtiny).
- Anastazius Kočkorád, velký kouzelník, Josef R. Vilímek, Praha 1942, přeložila Miroslava Möcklová, znovu 1943 a Mladá fronta, Praha 1970 (v úpravě Kláry Vachulové).
- Modrý pánbůh, Jihočeská vědecká knihovna, České Budějovice 2018, přeložil Helmut Wagner).
- https://www.audiolibrix.com/cs/Directory/Book/9890/Audiokniha-Anastazius-Kockorad-velky-kouzelnik-Rudolf-Slawitschek
- https://www.audiolibrix.com/cs/Directory/Book/11044/Audiokniha-Dedecek-Koller-Rudolf-Slawitschek
- https://www.audiolibrix.com/cs/Directory/Book/11045/Audiokniha-Infusorie-Rudolf-Slawitschek